# باربیتال
باربیتال (انگلیسی: Barbital) نخستین باربیتورات تجاری موجود بود و از سال ۱۹۰۳ تا اواسط دهه ۱۹۵۰ میلادی به عنوان یک خواب‌آور به کار می‌رفت. نام شیمیایی باربیتال دی اتیل مالونیل اوره یا دی اتیل باربیتوریک اسید است. از این رو، نمک سدیم (معروف به مدینال، یک علامت تجاری تولید شده در بریتانیا) به عنوان دی اتیل باربیتورات سدیم نیز شناخته می‌شود.